# نت شاهد
در موسیقی ایرانی نت شاهد نتی است که در گردش ملودی بیشتر از دیگر صداها به گوش می‌رسد. این نت در مرکز ملودی واقع می‌شود و به عبارتی ملودی بر محور آن بسط و گسترش می‌یابد.
نت‌هایی که در اطراف نت شاهد قرار دارند به نت شاهد تمایل دارند و با نزدیک‌تر شدن به نت شاهد، این میل به نتِ شاهد بیشتر می‌شود. به اصطلاح می‌توان گفت نت شاهد نت‌های اطرافش را به خودش جذب می‌کند.
در موسیقیِ ایرانی سری‌ها و کرن‌ها بنا به موقعیت‌شان نسبت به نت شاهد، کمی تغییر می‌کنند. به‌طور مثال در دستگاه شورِ «می» نت «فا سری» به نتِ شاهدِ این مقام (نت «می») نزدیک‌تر می‌شود؛ اما همین نت (نت «فا سری») در گوشهٔ مخالف سه‌گاهِ «سل» به نتِ سل نزدیک‌تر می‌شود.

## پیشینه تاریخی
نت شاهد مفهومی است که در موسیقی دستگاه تعریف می‌شود. پیش از انتقال مقام به دستگاه، اصطلاح «نت شاهد» به کار برده نمی‌شد. با این حال در موسیقی مقامی نیز گاه یک نت نقشی مشابه نت شاهد داشت. به‌طور خاص، مجموعه‌هایی از سه نت یا بیشتر تعریف می‌شد که «جمع» نام می‌گرفتند و در هر یک از این «جموع»، یک نت بیشتر مورد تمرکز بود و سیر ملودی حول آن صورت می‌گرفت؛ به این نت «نغمه مفروضه» گفته می‌شد که احتمال داده شده شبیه به نت شاهد در تعریف امروزی آن بوده باشد.

## تفاوت با نت پایه
نت پایه یا تونیک (به فرانسوی: tonique) همان درجهٔ اول یک گام است. از آنجا که در تمام دستگاه‌ها و آوازهای موسیقی ایرانی، تمرکز موسیقی روی درجهٔ نخست گام مربوط نیست، لذا نت شاهد هم لزوماً برابر با نت پایه نیست. برای مثال، دستگاه‌های شور و نوا از نظر فواصل بین درجات (و در نتیجه، از نظر گام) با هم یکسانند اما نوا از درجهٔ چهارم گامی شروع می‌شود که شور از درجهٔ نخست آن ساخته می‌شود. در نتیجه نت شاهد دستگاه نوا با نت پایهٔ گام مربوط یکسان نیست.
همچنین، نت شاهد گوشه‌های مختلف یک دستگاه با هم فرق دارد در حالی که گام آن‌ها می‌تواند مشترک باشد. در ردیف موسیقی ایرانی معمولاً گوشه‌ها به ترتیب نت شاهدشان (از بم به زیر) مرتب می‌شوند. مثلاً در دستگاه ماهور، درآمد روی نت پایه متمرکز است. سپس نت شاهد به درجهٔ دوم می‌رود و گوشه‌های مختلفی حول آن شکل می‌گیرد. بعد نت شاهد به درجهٔ سوم می‌رود که حالت ناپایداری دارد اما بعد به درجهٔ چهارم می‌رود و گوشهٔ حصار شکل می‌گیرد. این روند در درجات بعدی نیز ادامه دارد.
همهٔ درجات یک دستگاه به عنوان نت شاهد گوشه‌های آن دستگاه استفاده نمی‌شوند. در هر دستگاهی، برخی درجات برای نت شاهد مناسب هستند و برخی مناسب نیستند. برای نمونه، داریوش صفوت با مقایسهٔ دستگاه‌های ماهور و چهارگاه، جدولی از کاربرد درجات مختلفشان به عنوان نت شاهد به شکل زیر ارائه کرده‌است.
|            | دستگاه ماهور          | دستگاه چهارگاه        |
| ---------- | --------------------- | --------------------- |
| درجهٔ نخست  | مهم به‌شمار می‌آید      | مهم به‌شمار می‌آید      |
| درجهٔٔ دوم   | مهم به‌شمار می‌آید      | نت شاهد ندارد         |
| درجهٔٔ سوم   | ناپایدار و کم‌دوام است | مهم به‌شمار می‌آید      |
| درجهٔٔ چهارم | مهم به‌شمار می‌آید      | ناپایدار و کم‌دوام است |
| درجهٔٔ پنجم  | مهم به‌شمار می‌آید      | مهم به‌شمار می‌آید      |
| درجهٔٔ ششم   | بسیار کم‌دوام است      | مهم به‌شمار می‌آید      |
| درجهٔٔ هفتم  | نت شاهد ندارد         | نت شاهد ندارد         |

## موسیقی عربی و ترکی
در تئوری معاصر موسیقی عربی، نتی به نام غَمّاز تعریف می‌شود که از جهاتی با نت شاهد در موسیقی دستگاهی ایرانی شباهت دارد.
در موسیقی عربی تقسیم‌بندی موسیقی بر اساس مقام‌ها انجام می‌شود (همچنان که در موسیقی قدیم ایران پیش از تحول مقام به دستگاه نیز رایج بود). در تقسیم‌بندی مقامی رایج در موسیقی عربی، مهم‌ترین نت در هر مقام، درجهٔ اول آن مقام یا همان نت پایه است. مثلاً در چهارگاهِ دو، نت دو مهم‌ترین نت دانسته می‌شود. از آنجا که هر مقام متشکل از دو جنس است، اولین نت جنس دوم (معادل پنجمین درجهٔ مقام)، پس از نت پایه مهم‌ترین نت دانسته می‌شود. به این نت غماز گفته می‌شود و در تعریفش گفته می‌شود که نتی است که در ملودی بسیار استفاده می‌شود. اهمیت دیگر غماز از آن جهت است که می‌توان از طریق آن پرده‌گردانی کرد و به مقامی دیگر رفت.
مفهوم غماز مفهوم جدیدی است که تنها در تئوری نوین موسیقی عربی (در قرن‌های نوزدهم و بیستم) یافت می‌شود. اولین اشاره به آن در آثار میخائیل مشاقه در حدود ۱۸۴۰ یافت می‌شود. به این مفهوم از چند جهت نقد وارد می‌شود از جمله این که غماز وزن زیادی به درجهٔ پنجم مقام‌ها می‌دهد در حالی که در برخی مقام‌ها درجه‌های دیگر دارای اهمیت بیشتری هستند (نظیر مقام سه‌گاه که در آن درجهٔ سوم مهم‌تر از پنجم است).
مفهوم مشابهی در تئوری معاصر موسیقی ترکی نیز مطرح می‌شود. حبیب حسن توما به جز نت پایهٔ هر مقام، نت‌های دیگری را با نام «نت محوری» (به انگلیسی: pivot note) ذکر می‌کند که «فرم مقام را تشکیل می‌دهند». به عنوان مثال، توما می‌نویسد که مقام‌های عشاق و بیاتی از نظر گام یکسانند، اما نت‌های محوری در مقام عشاقِ ر، عبارتند از ر، فا و سل، در حالی که نت‌های محوری در بیاتیِ ر عبارتند از دو، ر و سل.